# Розп'яття (Мікеланджело)
Розп'я́ття це́ркви Са́нто Спірі́то (італ. Crocifisso di Santo Spirito) — дерев'яне розп'яття, створене італійським скульптором і художником Мікеланджело Буонарроті у 1492 році. Це розп'яття вирізьблено для вівтаря церкви Санто Спіріто у Флоренції.
Відомі також інші розп'яття, автором яких вважають Мікеланджело — Розп'яття Ґалліно та Розп'яття Монсеррат.

## Історія створення
Після смерті Лоренцо Медичі, Мікеланджело, який до цього мешкав у палаці Медичі, повернувся жити додому. Саме у цей час він розпочав анатомічні штудії у лікарні при монастирі Санта Марія дель Санто Спіріто (італ. Santa Maria del Santo Spirito). Вазарі про це пише так: «Для церкви Санто Спіріто у Флоренції він зробив дерев'яне Розп'яття, що тепер стоїть над півколом головного вівтаря, бо хотів віддячити настоятелеві, який дозволив йому користуватися приміщенням, де він часто розтинав мертві тіла, вивчаючи анатомію і закладаючи тим основи досконалості в малюнку, якої він досяг потім». Цей ранній твір (Мікеланджело тоді було сімнадцять років) вважався втраченим до 1962 року, коли його було віднайдено. Після цього розпочалися суперечки щодо автентичності Розп'яття, аж доки у 2001 році дослідники дійшли висновку, що це — твір Мікеланджело.
Деякий час Розп'яття зберігалося у музеї Каза Буонарроті, зараз — у церкві Санто Спіріто.

## Опис

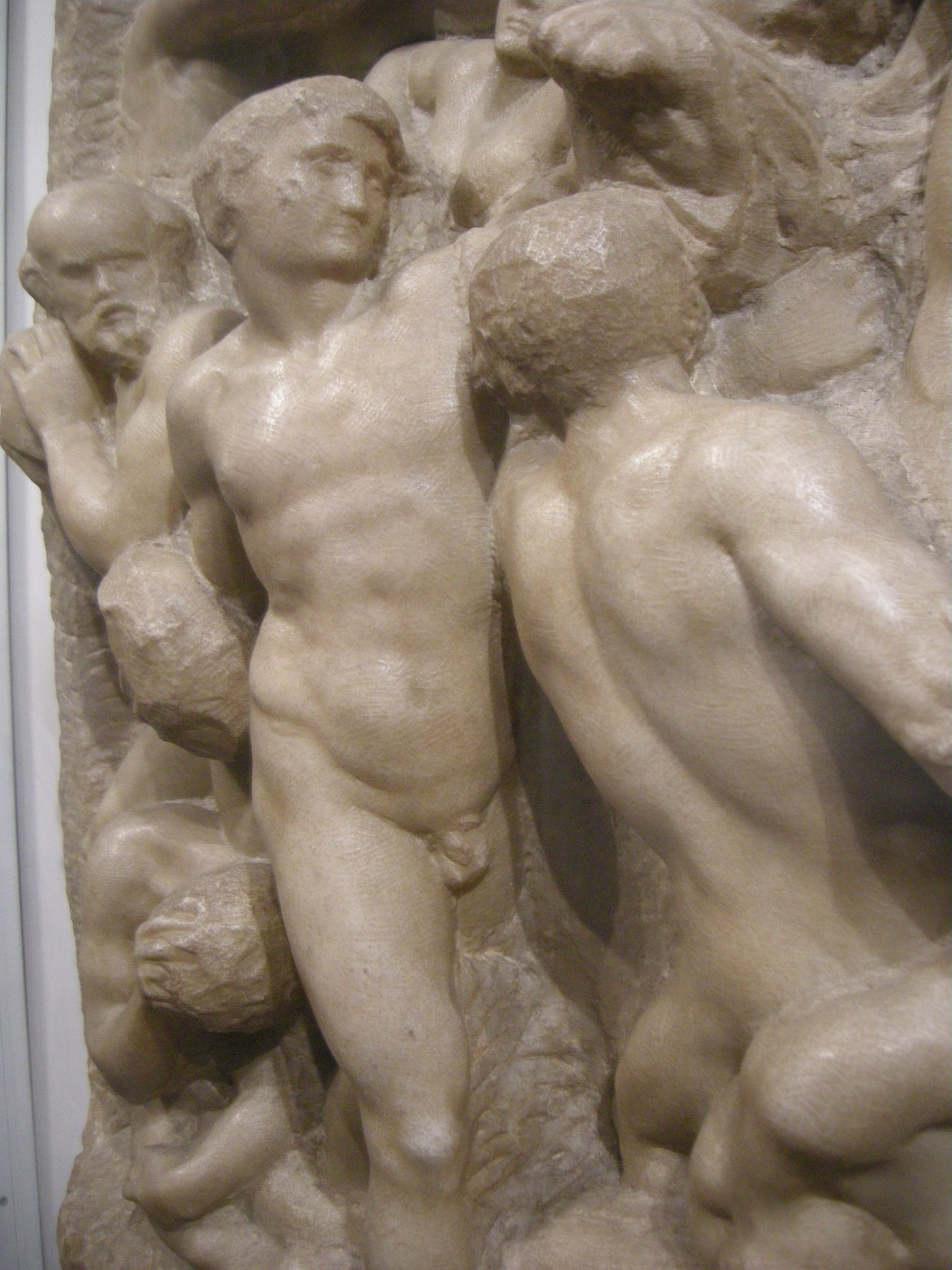
Мікеланджело. «Битва кентаврів» (фрагмент)

Розіп'ятого Христа зображено оголеним, оскільки перед стратою вояки поділили його одежу, про що згадується у Євангелії від Івана (Ів. 19:23-24).
На табличці над Христом написано слова: Ісус Назарянин, Цар юдейський (Ів. 19:19).
На думку ж Еріка Шильяно, Ісусові «м'які, згладжені лінії, готична симетрія, делікатна краса і наївні пропорції не мають нічого спільного із могутніми (…) фігурами навіть його найраніших робіт з каменю» .
Це розп'яття згадується у біографічному романі К. Шульца «Камінь і біль»:
|  | (...) це розпяття — прекрасне. Лише перед прекрасним розп'яттям мали б молитися люди (...), бо краса повинна йти пліч-о-пліч із побожністю, не можна щиро молитися перед потворним зображенням |

## Для подальшого читання
(праці подано хронологічно)
- Margrit Lisner. Michelangelos Kruzifixus aus S. Spirito in Florenz, Münchner Jahrbuch der bildenden Kunst, 3. F., 15, 1964, S. 7 —36.
- Margrit Lisner. The Crucifix from Santo Spirito and the Crucifixes of Taddeo Curradi, The Burlington Magazine, 122, [December 1980], pp. 812 —819